# ファクト (テレビ制作会社)
株式会社ファクト（英: Fact Co., Ltd.）は、テレビ番組の制作プロダクション会社である。
テレビ番組の企画制作や制作派遣、映画・ビデオソフト・コマーシャルの
企画制作と音楽・演劇に関する出版など数々の分野を手掛ける企業である。

## 所属人物

### スタッフ
プロデューサー
- 神成欣哉

プロデューサー／演出
- 斉藤敏豪
- 小山人志
- 田場兼司

放送作家
- 塩野智章
- 八代丈寛

ディレクター
- 染谷昌彦
- 早川和孝
- 斉藤カツオ
- 山中　豪
- 田口　龍
- 時田和典
- 岩井隆昌

アシスタントディレクター
- 青井真宏

デスク
- 岸美幸

## 主な作品

### テレビ番組
※印はスタッフ協力だがエンドロールしてクレジット表示なし。

#### 現在関わっている番組
日本テレビ系
- 日本一テレビ

TBS系
- 徳光和夫の感動再会"逢いたい"

フジテレビ系
- 映像体験!イッキ見シアター※
- おじゃマップ※

テレビ朝日系
- 大改造!!劇的ビフォーアフター※（ABC朝日放送）
- シルシルミシルさんデー※

テレビ東京系
- ポケモン☆サンデー※
- バナナマンの神アプリ@※

衛星放送
- ゴルフ総研（BS-TBS）

#### これまで関わった番組
日本テレビ系
- 午後は○○おもいッきりテレビ※
- ザ・ワイド※
- サルヂエ※
- 快傑!コウジ園※
- 発明将軍ダウンタウン※
- 踊る!さんま御殿!!※
- 恋のから騒ぎ※
- 吉本ばかな※
- スッキリ!!※
- ロンブー龍※
- マネーの虎※
- 国民クイズ常識の時間→摩訶!ジョーシキの穴
- 汐留スタイル!※
- メンB※
- あややゴルフ※
- ビンゴクイズ25※
- 歌スタ!!※
- クリック!※
- ロンQ!ハイランド※
- 少女B※
- ラジかる!※
- Gの嵐!※
- 嵐の宿題くん※
  - 驚きの嵐!世紀の実験 学者も予測不可能SP※
- ぶっコギ!
- おもいッきりDON!※
- 24時間テレビ 「愛は地球を救う」コーナー内『懐かしの名番組 夜の同窓会SP』
- 新しい大喜利だよ〜ん笑ってカッポレSP!!
- 新感覚バラエティー 緊急指令24
- オオギリンZ
- ダウンタウンvs魔術師Dr.レオン!! 絶対見破るぞ史上最強マジックSP
- バック・トゥ・ザ・フーズ※
- 週刊オリラジ経済白書※
- オトナの社会科見学※
- おもいッきりイイ!!テレビ※
- カイブツ
- げんこつガバメント!
- アナ☆パラ※
- HAPPY!※
- 今夜は芸人が超本気!最強デュエット歌合戦※
- Perfumeの気になる子ちゃん※
- 金曜サプライズ『評決クダル!』※
- シアワセ結婚相談所※
- ダウンタウンのガキの使いやあらへんで!!
- DON!※
- PON!※
- 二匹目のどじょう※

TBS系
- ジャスト※
- とってもインサイト※
- 地球のしゃべり方※

フジテレビ系
- クイズ!ヘキサゴン※
  - クイズ!ヘキサゴンII※
- タモリのジャポニカロゴス※
- バニラ気分!
  - まごまご嵐※
  - GRA※
- もしも※
- FNS人気番組対抗!オールスタークイズ※

テレビ朝日系
- 人気者で行こう!※
- 弾丸!ヒーローズ※
- 笑いの金メダル※
- 特命!高橋克典の実感マニアック旅行inフランス
- 学べる!!ニュースショー!※
- 鬼のワラ塾※
- 住むならここバトル!街メーター※

テレビ東京系
- ガレッジ×ビレッジ※

衛星放送
- PureBoys The Pure（BSフジ）

### イベント・PV
- AAA　ツアー／DVD（avex）
- 奥野史子のキッズ・アクアティクス（メディアファクトリー）